# ريتشارد بايرون
السير ريتشارد بايرون (1354م - 1415م)، رجل نبيل وسياسي وفارس إنجليزي. كان ابن جيمس بايرون لكلايتون، وحفيد السير ريتشارد دو بايرون، وحفيد أول للسير جون دو بايرون. كان والد السير جون بايرون (توفي 1450).